# Teyateyaneng
Teyateyaneng, frequentemente abreviada como T.Y., é a capital do distrito de Berea, localizada no Lesoto. Conhecida como a capital do artesanato no país, a cidade atrai visitantes interessados em tapeçarias, malhas e outros produtos feitos com lã e mohair. O nome "Teyateyaneng" significa "lugar de areias movediças", em referência aos rios próximos que ocasionalmente alteram seus cursos.

## Etimologia

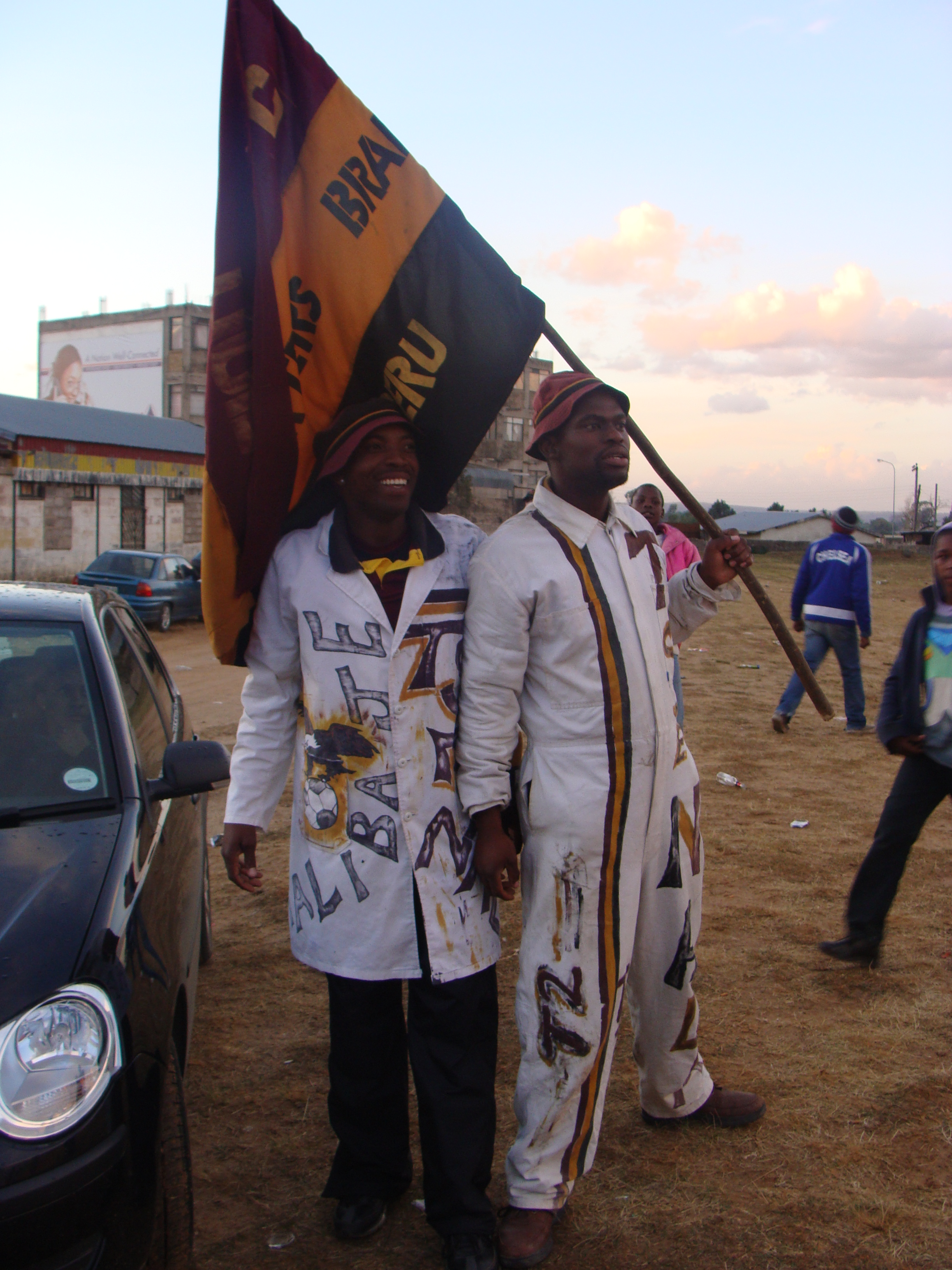

O nome da cidade deriva dos rios Tebe-tebe e Teja-tejana, que a cercam e são afluentes do Rio Caledon. Ambos os rios são conhecidos pela grande quantidade de areia, que inspirou a descrição do local como "lugar de areias movediças". O nome evoluiu com o tempo, possivelmente devido à influência britânica durante o período do protetorado.

## Geografia
Teyateyaneng está localizada aproximadamente 40 km a nordeste da capital nacional, Maseru, ao longo da estrada principal Norte I, que corre paralela à fronteira sul-africana. Sua elevação de 1.693 metros acima do nível do mar proporciona um clima moderado e paisagens deslumbrantes.

### Clima
A cidade possui verões quentes e invernos secos e frios. A precipitação é maior nos meses de verão. Esses fatores climáticos tornam a região propícia para práticas agrícolas e turismo.
| Dados climáticos para Teyateyaneng       | Dados climáticos para Teyateyaneng | Dados climáticos para Teyateyaneng | Dados climáticos para Teyateyaneng | Dados climáticos para Teyateyaneng | Dados climáticos para Teyateyaneng | Dados climáticos para Teyateyaneng | Dados climáticos para Teyateyaneng | Dados climáticos para Teyateyaneng | Dados climáticos para Teyateyaneng | Dados climáticos para Teyateyaneng | Dados climáticos para Teyateyaneng | Dados climáticos para Teyateyaneng | Dados climáticos para Teyateyaneng |
| Mês                                      | Jan                                | Fev                                | Mar                                | Abr                                | Mai                                | Jun                                | Jul                                | Ago                                | Set                                | Out                                | Nov                                | Dez                                | Ano                                |
| ---------------------------------------- | ---------------------------------- | ---------------------------------- | ---------------------------------- | ---------------------------------- | ---------------------------------- | ---------------------------------- | ---------------------------------- | ---------------------------------- | ---------------------------------- | ---------------------------------- | ---------------------------------- | ---------------------------------- | ---------------------------------- |
| Média alta °C (°F)                       | 27.5 (81.5)                        | 27.0 (80.6)                        | 25.5 (77.9)                        | 22.8 (73)                          | 19.7 (67.5)                        | 17.0 (62.6)                        | 16.9 (62.4)                        | 19.4 (66.9)                        | 23.1 (73.6)                        | 24.9 (76.8)                        | 26.1 (79)                          | 27.2 (81)                          | 23.09 (73.57)                      |
| Média baixa °C (°F)                      | 14.8 (58.6)                        | 14.6 (58.3)                        | 12.7 (54.9)                        | 8.8 (47.8)                         | 4.5 (40.1)                         | 1.2 (34.2)                         | 0.4 (32.7)                         | 3.5 (38.3)                         | 7.4 (45.3)                         | 10.8 (51.4)                        | 12.7 (54.9)                        | 14.1 (57.4)                        | 8.79 (47.83)                       |
| Precipitação média mm (pol.)             | 118.9 (4.681)                      | 91.3 (3.594)                       | 102.8 (4.047)                      | 46.1 (1.815)                       | 18.3 (0.72)                        | 12.6 (0.496)                       | 1.9 (0.075)                        | 17.2 (0.677)                       | 18.6 (0.732)                       | 71.3 (2.807)                       | 69.1 (2.72)                        | 90.9 (3.579)                       | 659 (25.943)                       |
| Fonte: World Meteorological Organization |                                    |                                    |                                    |                                    |                                    |                                    |                                    |                                    |                                    |                                    |                                    |                                    |                                    |

## História

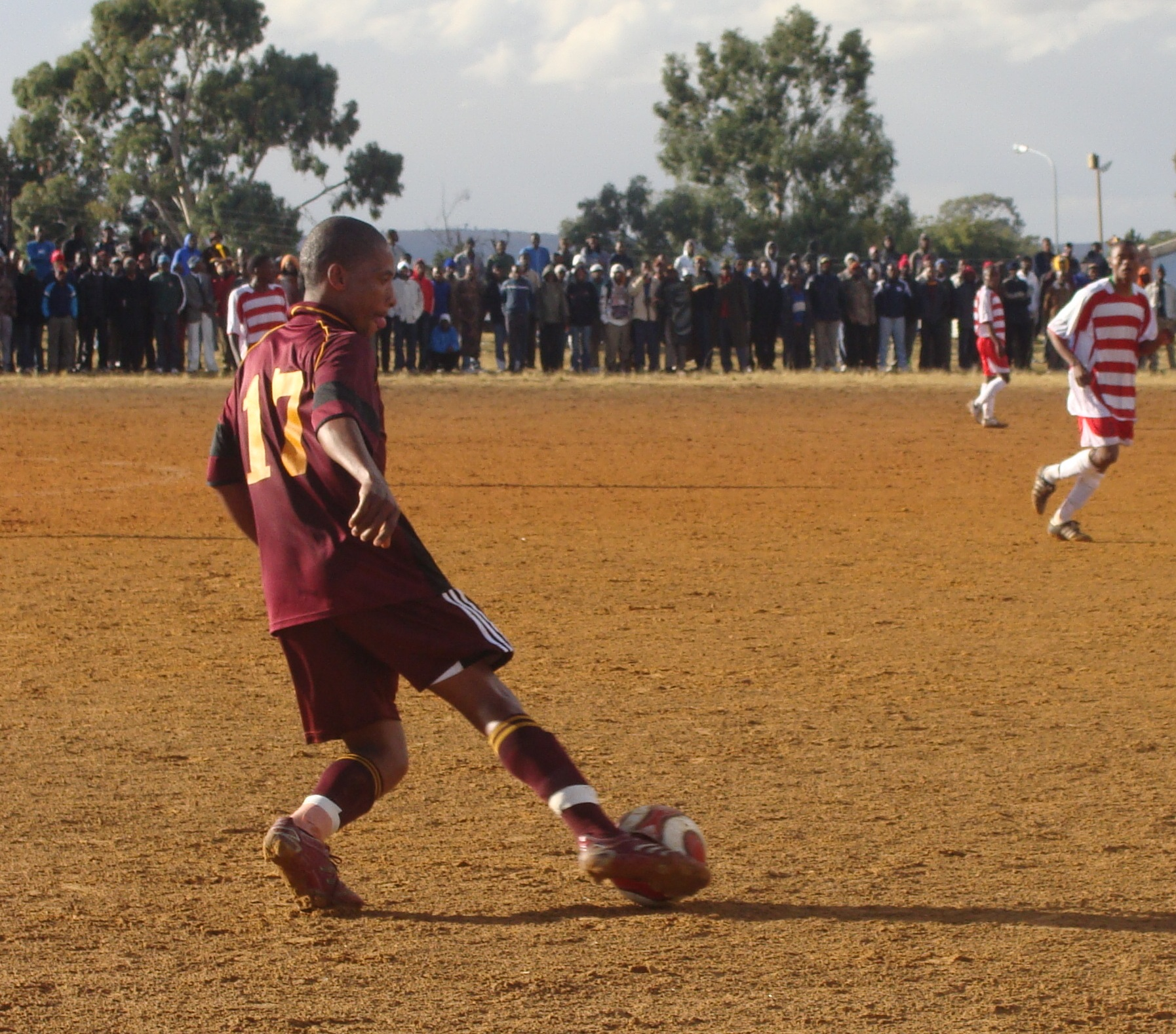
Um jogador do Lioli FC

Fundada em 1886 pelo Chefe Gabasheane Masupha, Teyateyaneng desempenhou um papel fundamental como centro administrativo e cultural do distrito de Berea. A cidade é o berço de várias figuras proeminentes da história e cultura do Lesoto, incluindo o ex-Primeiro-Ministro Dr. Ntsu Mokhehle.

## Economia
Teyateyaneng é reconhecida como a capital do artesanato no Lesoto. Fábricas locais produzem tapetes, tapeçarias e vestuário de lã e mohair, mantendo métodos tradicionais que atraem turistas de diversas partes do mundo.

## Esportes
A cidade abriga o Lioli Football Club, fundado em 1934, que é um dos clubes de futebol mais conhecidos do Lesoto. O time é um símbolo de orgulho local e conta com uma torcida ativa.

## Pontos de Interesse
Teyateyaneng é famosa por suas tapeçarias e produtos de artesanato que podem ser adquiridos em várias cooperativas locais. Além disso, as cavernas com pinturas rupestres da região oferecem um vislumbre da história antiga dos San, os habitantes originais da área.

## Ligações Externas
- Guia de viagem para Teyateyaneng do Wikivoyage